# Grünfischer
Der Grünfischer (Chloroceryle americana) ist ein amerikanischer Eisvogel aus der gleichnamigen Gattung der Grünfischer (Chloroceryle).

## Merkmale
Der 27 g schwere Grünfischer wird 19 cm lang. An der Oberseite grün gefärbt mit weißen Flecken an Schwanz und Flügeln und einen weißen Kragen um den Hals. Das Männchen hat eine weiße Unterseite mit einem breiten kastanien-braunen Brustband und einigen grünen Flecken an den Flanken. Die schmutzig-weiße Unterseite des Weibchens weist zwei grüne Bänder auf, die bis zu den grünen Flecken an den Flanken reichen.
Die auf Trinidad und Tobago vorkommende Unterart C. a. croteta hat einen größeren Schnabel als die Populationen auf dem Festland.

## Vorkommen
Das Verbreitungsgebiet des Grünfischers reicht vom südlichen Texas über Mittel- und Südamerika bis in das zentrale Argentinien. Er lebt in Wäldern entlang von Flüssen.

## Verhalten
Der Grünfischer jagt von einem niedrigen Ast aus nach Fischen und aquatisch lebenden Insekten.

## Fortpflanzung
In einer bis zu einem Meter langen Bruthöhle legt das Weibchen drei bis vier Eier.

## Gefährdung
Die Art gilt aufgrund ihres großen Verbreitungsgebietes als ungefährdet, sie wird von der IUCN als  (=least concern – nicht gefährdet) eingestuft.

## Unterarten
Bisher sind fünf Unterarten bekannt:
- Chloroceryle americana hachisukai (Laubmann, 1941) – Diese Unterart kommt im südlichen zentralen Gebiet der Vereinigten Staaten und dem Nordwesten Mexikos vor.
- Chloroceryle americana septentrionalis (Sharpe, 1892) – Diese Unterart ist im südlichen zentralen Texas und dem Osten Mexikos südlich bis ins nördliche Kolumbien und das westliche Venezuela verbreitet.
- Chloroceryle americana americana (Gmelin, JF, 1788) – Die Nominatform ist in Südamerika östlich der Anden von  Venezuela bis in den Nordosten Boliviens, und dem Norden und Zentralen Brasilien und auf Trinidad und Tobago verbreitet.
- Chloroceryle americana mathewsii Laubmann, 1927 – Diese Unterart kommt im Süden Brasiliens, dem Süden Boliviens und dem Norden Argentiniens vor.
- Chloroceryle americana cabanisii (Tschudi, 1846) – Diese Subspezies ist von Kolumbien bis Chile westlich der Anden verbreitet.

## Einzelbelege
1. ↑  IOC World Bird List Rollers, ground rollers & kingfishers